# Segunda División de España 1998-99
La temporada 1998–99 de la Segunda División de España de fútbol corresponde a la 68.ª edición del campeonato y se disputó entre el 29 de agosto de 1998 y el 20 de junio de 1999 en su fase regular. Posteriormente se disputó la promoción de ascenso entre el 27 de junio y el 30 de junio.
El campeón de Segunda División fue el Málaga CF.

## Sistema de competición
La Segunda División de España 1998/99 fue organizada por la Liga de Fútbol Profesional (LFP).
El campeonato contó con la participación de 22 clubes y se disputó siguiendo un sistema de liga, de modo que todos los equipos se enfrentaron entre sí, todos contra todos en dos ocasiones -una en campo propio y otra en campo contrario- sumando un total de 42 jornadas. El orden de los encuentros se decidió por sorteo antes de empezar la competición.
Los dos primeros clasificados ascendieron directamente a Primera División, mientras que el tercer y cuarto clasificado disputaron la promoción de ascenso ante el decimoséptimo y decimoctavo clasificado de la máxima categoría en eliminatorias directas a doble partido.
Los cuatro últimos clasificados descendieron directamente a Segunda División B.

## Clubes participantes
| Datos de ascensos y descensos con respecto a la temporada anterior |
| --- |
| SD Compostela, CP Mérida y Real Sporting de Gijón descienden de Primera División. Deportivo Alavés, CF Extremadura y Villarreal CF ascienden a Primera División. Elche CF, Real Jaén CF, Xerez CD y Levante UD descienden a Segunda División B. FC Barcelona "B", Málaga CF, RCD Mallorca "B" y RC Recreativo de Huelva ascienden a Segunda División. |

| Equipo                           | Ciudad                     | Estadio               |
| -------------------------------- | -------------------------- | --------------------- |
| Albacete Balompié                | Albacete                   | Carlos Belmonte       |
| Club Atlético de Madrid "B"      | Madrid                     | Cerro del Espino      |
| Club Deportivo Badajoz           | Badajoz                    | Nuevo Vivero          |
| Fútbol Club Barcelona "B"        | Barcelona                  | Mini Estadi           |
| Sociedad Deportiva Compostela    | Santiago de Compostela     | San Lázaro            |
| Sociedad Deportiva Eibar         | Éibar                      | Ipurúa                |
| Hércules Club de Fútbol          | Alicante                   | José Rico Pérez       |
| Unión Deportiva Las Palmas       | Las Palmas de Gran Canaria | Insular               |
| Club Deportivo Leganés           | Leganés                    | Butarque              |
| Unió Esportiva Lleida            | Lérida                     | Camp d'Esports        |
| Club Deportivo Logroñés          | Logroño                    | Las Gaunas            |
| Málaga Club de Fútbol            | Málaga                     | La Rosaleda           |
| Real Club Deportivo Mallorca "B" | Palma de Mallorca          | Lluís Sitjar          |
| Club Polideportivo Mérida        | Mérida                     | Romano José Fouto     |
| Club Deportivo Numancia de Soria | Soria                      | Los Pajaritos         |
| Club Atlético Osasuna            | Pamplona                   | El Sadar              |
| Club Deportivo Ourense           | Orense                     | O Couto               |
| Rayo Vallecano de Madrid         | Madrid                     | Vallecas              |
| Real Club Recreativo de Huelva   | Huelva                     | Colombino             |
| Sevilla Fútbol Club              | Sevilla                    | Ramón Sánchez-Pizjuán |
| Real Sporting de Gijón           | Gijón                      | El Molinón            |
| Club Deportivo Toledo            | Toledo                     | Salto del Caballo     |

## Clasificación
| Pos. | Equipo                     | Pts. | PJ | G  | E  | P  | GF | GC | Dif. | Clasificación                 |
| ---- | -------------------------- | ---- | -- | -- | -- | -- | -- | -- | ---- | ----------------------------- |
| 1    | Málaga C. F. (C, A)        | 79   | 42 | 22 | 13 | 7  | 72 | 47 | +25  | Ascenso a Primera División    |
| 2    | Atlético de Madrid "B"     | 74   | 42 | 21 | 11 | 10 | 73 | 51 | +22  |                               |
| 3    | C. D. Numancia (A)         | 73   | 42 | 21 | 10 | 11 | 68 | 40 | +28  | Ascenso a Primera División    |
| 4    | Sevilla F. C. (A)          | 71   | 42 | 20 | 11 | 11 | 66 | 50 | +16  | Acceso a Promoción de ascenso |
| 5    | A. D. Rayo Vallecano (A)   | 71   | 42 | 19 | 14 | 9  | 64 | 49 | +15  | Acceso a Promoción de ascenso |
| 6    | U. D. Las Palmas           | 68   | 42 | 17 | 17 | 8  | 57 | 38 | +19  |                               |
| 7    | C. D. Toledo               | 65   | 42 | 18 | 11 | 13 | 54 | 49 | +5   |                               |
| 8    | S. D. Compostela           | 61   | 42 | 16 | 13 | 13 | 60 | 53 | +7   |                               |
| 9    | Sporting de Gijón          | 59   | 42 | 16 | 11 | 15 | 47 | 47 | 0    |                               |
| 10   | C. P. Mérida               | 59   | 42 | 15 | 14 | 13 | 48 | 41 | +7   |                               |
| 11   | U. E. Lleida               | 59   | 42 | 15 | 14 | 13 | 52 | 50 | +2   |                               |
| 12   | R. C. Recreativo de Huelva | 58   | 42 | 14 | 16 | 12 | 40 | 35 | +5   |                               |
| 13   | C. A. Osasuna              | 57   | 42 | 15 | 12 | 15 | 44 | 51 | −7   |                               |
| 14   | C. D. Badajoz              | 51   | 42 | 12 | 15 | 15 | 35 | 39 | −4   |                               |
| 15   | Albacete Balompié          | 50   | 42 | 12 | 14 | 16 | 38 | 43 | −5   |                               |
| 16   | C. D. Logroñés             | 48   | 42 | 12 | 12 | 18 | 48 | 57 | −9   |                               |
| 17   | C. D. Leganés              | 47   | 42 | 10 | 17 | 15 | 36 | 44 | −8   |                               |
| 18   | S. D. Eibar                | 47   | 42 | 13 | 8  | 21 | 42 | 56 | −14  |                               |
| 19   | R. C. D. Mallorca "B" (D)  | 46   | 42 | 12 | 10 | 20 | 52 | 64 | −12  | Descenso a Segunda División B |
| 20   | F. C. Barcelona "B" (D)    | 44   | 42 | 13 | 5  | 24 | 51 | 68 | −17  | Descenso a Segunda División B |
| 21   | Hércules C. F. (D)         | 40   | 42 | 10 | 10 | 22 | 38 | 66 | −28  | Descenso a Segunda División B |
| 22   | C. D. Ourense (D)          | 27   | 42 | 7  | 6  | 29 | 35 | 82 | −47  | Descenso a Segunda División B |

 Fuente: BDFútbol
Criterios de clasificación: Puntos · Enfrentamientos directos · Diferencia de goles · Goles a favor · Play-off
Notas:
1. ↑  El Atlético de Madrid "B" no pudo ascender a Primera División por ser filial del Club Atlético de Madrid que militaba en dicha división.

## Resultados
| Local \ Visitante          | ALB | ATM | BAD | BAR | COM | EIB | HER | LAS | LEG | LLE | LOG | MAL | MLL | MER | NUM | OSA | OUR | RAY | REC | SEV | SPO | TOL |
| -------------------------- | --- | --- | --- | --- | --- | --- | --- | --- | --- | --- | --- | --- | --- | --- | --- | --- | --- | --- | --- | --- | --- | --- |
| Albacete Balompié          | —   | 0–0 | 0–1 | 3–0 | 1–0 | 0–1 | 3–1 | 1–0 | 0–0 | 0–1 | 2–0 | 2–2 | 0–2 | 0–2 | 1–1 | 2–0 | 2–0 | 2–1 | 2–2 | 3–1 | 0–0 | 0–2 |
| Atlético de Madrid "B"     | 0–0 | —   | 1–1 | 2–0 | 0–0 | 2–1 | 2–3 | 2–1 | 1–1 | 2–2 | 3–2 | 5–3 | 2–1 | 0–1 | 3–1 | 4–0 | 2–1 | 1–2 | 3–1 | 0–1 | 1–0 | 2–1 |
| C. D. Badajoz              | 0–0 | 1–2 | —   | 1–0 | 2–2 | 1–1 | 1–1 | 0–0 | 1–0 | 1–2 | 2–1 | 2–0 | 0–1 | 0–0 | 2–1 | 0–1 | 2–0 | 2–2 | 0–3 | 1–0 | 2–0 | 0–1 |
| F. C. Barcelona "B"        | 0–1 | 1–1 | 0–1 | —   | 1–0 | 0–0 | 4–1 | 1–2 | 0–2 | 1–2 | 1–2 | 1–1 | 1–2 | 3–1 | 0–4 | 4–0 | 5–0 | 1–0 | 1–2 | 2–2 | 4–0 | 0–3 |
| S. D. Compostela           | 3–1 | 0–3 | 1–0 | 2–1 | —   | 1–0 | 3–1 | 0–1 | 4–1 | 1–1 | 3–1 | 3–3 | 2–0 | 0–0 | 0–1 | 0–2 | 3–0 | 1–3 | 0–0 | 1–0 | 2–2 | 1–1 |
| S. D. Eibar                | 0–1 | 3–1 | 0–1 | 2–0 | 1–3 | —   | 1–0 | 0–1 | 0–0 | 1–1 | 2–2 | 0–0 | 0–1 | 1–0 | 1–2 | 2–0 | 2–1 | 1–2 | 0–0 | 1–3 | 2–1 | 3–0 |
| Hércules C. F.             | 2–1 | 1–3 | 2–0 | 1–2 | 3–2 | 1–3 | —   | 0–2 | 0–1 | 0–3 | 1–1 | 0–3 | 2–1 | 0–0 | 0–0 | 1–1 | 0–2 | 1–1 | 0–0 | 0–0 | 1–0 | 1–0 |
| U. D. Las Palmas           | 2–1 | 0–1 | 1–1 | 4–1 | 1–1 | 3–0 | 4–2 | —   | 1–1 | 0–0 | 2–1 | 1–1 | 4–2 | 1–0 | 0–2 | 1–0 | 6–0 | 3–0 | 0–0 | 2–2 | 3–0 | 0–0 |
| C. D. Leganés              | 0–0 | 1–1 | 1–0 | 2–0 | 2–2 | 2–0 | 2–2 | 0–0 | —   | 1–0 | 1–1 | 0–2 | 0–0 | 1–1 | 0–5 | 3–1 | 3–0 | 0–2 | 1–0 | 0–1 | 0–1 | 1–2 |
| U. E. Lleida               | 0–0 | 3–0 | 0–0 | 2–3 | 2–3 | 3–2 | 1–0 | 1–1 | 1–4 | —   | 2–1 | 0–2 | 1–0 | 2–3 | 2–1 | 1–0 | 2–1 | 0–0 | 0–2 | 3–0 | 0–1 | 3–1 |
| C. D. Logroñés             | 0–1 | 2–3 | 1–0 | 0–1 | 0–3 | 1–1 | 2–1 | 1–1 | 0–0 | 1–1 | —   | 1–1 | 0–1 | 2–1 | 1–0 | 0–0 | 2–2 | 1–0 | 4–1 | 0–1 | 0–2 | 1–0 |
| Málaga C. F.               | 3–2 | 0–3 | 1–2 | 2–0 | 2–1 | 2–1 | 2–1 | 0–0 | 3–0 | 0–0 | 3–2 | —   | 2–1 | 4–3 | 2–1 | 3–0 | 1–1 | 1–3 | 3–1 | 0–1 | 1–1 | 3–0 |
| R. C. D. Mallorca "B"      | 0–0 | 3–4 | 3–3 | 4–1 | 1–1 | 0–1 | 1–3 | 2–0 | 2–1 | 1–1 | 1–1 | 0–1 | —   | 0–0 | 0–3 | 1–1 | 2–0 | 4–4 | 2–1 | 0–0 | 2–0 | 0–1 |
| C. P. Mérida               | 3–0 | 1–1 | 1–0 | 4–2 | 0–1 | 0–2 | 3–1 | 1–1 | 2–0 | 1–0 | 2–1 | 1–4 | 3–0 | —   | 2–0 | 1–0 | 1–1 | 4–2 | 0–0 | 3–3 | 0–1 | 1–1 |
| C. D. Numancia             | 1–1 | 2–1 | 2–1 | 0–2 | 1–0 | 2–1 | 2–0 | 0–0 | 1–1 | 2–2 | 2–3 | 0–0 | 4–1 | 2–1 | —   | 3–0 | 4–0 | 2–1 | 3–0 | 3–2 | 1–1 | 0–2 |
| C. A. Osasuna              | 1–0 | 2–2 | 2–0 | 1–2 | 2–1 | 3–0 | 0–0 | 4–0 | 1–0 | 2–0 | 1–1 | 1–0 | 3–2 | 0–0 | 0–1 | —   | 2–1 | 1–1 | 0–0 | 2–1 | 0–4 | 0–1 |
| C. D. Ourense              | 2–2 | 0–4 | 1–1 | 2–0 | 0–2 | 4–2 | 1–2 | 4–1 | 1–0 | 1–1 | 1–0 | 0–1 | 1–2 | 0–1 | 0–2 | 1–4 | —   | 1–2 | 1–0 | 2–3 | 1–2 | 0–1 |
| A. D. Rayo Vallecano       | 2–0 | 3–0 | 1–1 | 0–0 | 1–2 | 3–0 | 3–0 | 2–2 | 1–0 | 4–1 | 2–1 | 0–2 | 2–1 | 1–0 | 1–1 | 1–1 | 2–0 | —   | 2–1 | 1–4 | 2–1 | 1–1 |
| R. C. Recreativo de Huelva | 1–0 | 1–0 | 1–0 | 5–0 | 1–1 | 2–0 | 1–0 | 0–0 | 0–0 | 2–1 | 1–2 | 2–2 | 3–2 | 0–0 | 3–2 | 0–0 | 2–0 | 0–0 | —   | 0–1 | 0–0 | 2–2 |
| Sevilla F. C.              | 2–1 | 2–2 | 0–0 | 0–3 | 5–1 | 2–0 | 1–0 | 1–3 | 1–0 | 2–2 | 0–3 | 2–3 | 3–1 | 0–0 | 1–0 | 4–0 | 3–0 | 4–1 | 1–0 | —   | 2–0 | 2–2 |
| Sporting de Gijón          | 4–2 | 0–3 | 1–0 | 2–1 | 3–1 | 3–1 | 2–0 | 0–2 | 0–0 | 0–1 | 0–1 | 1–1 | 3–2 | 2–0 | 0–2 | 1–1 | 1–0 | 0–0 | 0–1 | 2–2 | —   | 0–0 |
| C. D. Toledo               | 0–2 | 2–0 | 1–1 | 2–1 | 2–2 | 1–2 | 1–2 | 2–0 | 3–3 | 2–1 | 4–1 | 1–2 | 1–0 | 1–0 | 1–1 | 1–4 | 2–0 | 0–1 | 1–0 | 2–0 | 2–5 | —   |

## Promoción de ascenso
En la promoción de ascenso jugaron Sevilla FC y Rayo Vallecano como cuarto y quinto clasificado de Segunda División, ya que el Atlético de Madrid "B" no pudo ascender y el CD Numancia que fue tercer clasificado lo hizo en su lugar. Sus rivales fueron CF Extremadura y Villarreal CF como decimoséptimo y decimoctavo clasificado de Primera División.
La promoción se jugó a doble partido a ida y vuelta con los siguientes resultados:
| 27 de junio de 1999 | Extremadura | 0:2     | Rayo Vallecano                  | Estadio Francisco de la Hera, Almendralejo                    |                                                               |
|                     |             | Reporte | Luis Cembranos 7' · Llorens 86' | Asistencia: 9.100 espectadores Árbitro(s): Iturralde González | Asistencia: 9.100 espectadores Árbitro(s): Iturralde González |

| 30 de junio de 1999 | Rayo Vallecano       | 2:0 (0:0) | Extremadura | Estadio de Vallecas, Madrid                             |                                                         |
|                     | Tiago 52' · Bolo 55' | Reporte   |             | Asistencia: 15.600 espectadores Árbitro(s): López Nieto | Asistencia: 15.600 espectadores Árbitro(s): López Nieto |

| Asciende a Primera División Rayo Vallecano |

| 27 de junio de 1999 | Villarreal | 0:2 (0:2) | Sevilla         | Estadio El Madrigal, Villarreal                             |                                                             |
|                     |            | Reporte   | Tsartas 2', 45' | Asistencia: 17.000 espectadores Árbitro(s): Esquinas Torres | Asistencia: 17.000 espectadores Árbitro(s): Esquinas Torres |

| 30 de junio de 1999 | Sevilla     | 1:0 (0:0) | Villarreal | Estadio Ramón Sánchez-Pizjuán, Sevilla                      |                                                             |
|                     | Quevedo 50' | Reporte   |            | Asistencia: 48.000 espectadores Árbitro(s): Mejuto González | Asistencia: 48.000 espectadores Árbitro(s): Mejuto González |

| Asciende a Primera División Sevilla F. C. |

## Trofeo Pichichi
Trofeo que otorga el Diario Marca al máximo goleador de la Segunda División.
| #   | Jugador       | Equipo                           | Goles |
| --- | ------------- | -------------------------------- | ----- |
| 1º  | Catanha       | Málaga CF                        | 25    |
| 2º  | Sequeiros     | Club Atlético de Madrid "B"      | 25    |
| 3º  | Manel         | CD Logroñés                      | 20    |
| 4º  | Javi Moreno   | CD Numancia                      | 18    |
|     | Tsartas       | Sevilla CF                       | 18    |
| 6º  | Quini         | CD Toledo                        | 16    |
| 7º  | Tevenet       | Club Atlético de Madrid "B"      | 15    |
|     | Diego Tristán | Real Club Deportivo Mallorca "B" | 15    |
|     | Albert Luque  | Real Club Deportivo Mallorca "B" | 15    |
| 10º | Eloy Jiménez  | UD Las Palmas                    | 12    |
| 11º | Renaldo       | UD Las Palmas                    | 11    |

## Otros premios

### Trofeo Zamora
Željko Cicović, guardameta del UD Las Palmas, consiguió el trofeo al portero menos goleado encajando 25 goles en 34 partidos (0,73). Para optar al premio fue necesario disputar 60 minutos en, como mínimo, 28 partidos.

### Trofeo Guruceta
Premio otorgado por el Diario Marca al mejor árbitro del torneo.
 César Muñiz Fernández

## Resumen
Campeón de Segunda División:
| - Málaga Club de Fútbol |

Ascienden a Primera División:
| - Málaga Club de Fútbol | - Club Deportivo Numancia de Soria | - Sevilla Fútbol Club | - Rayo Vallecano de Madrid |

Descienden a Segunda División B: 
| - Real Club Deportivo Mallorca "B" | - Fútbol Club Barcelona "B" | - Hércules Club de Fútbol | - Club Deportivo Ourense |